# Haus Kirchstraße 16

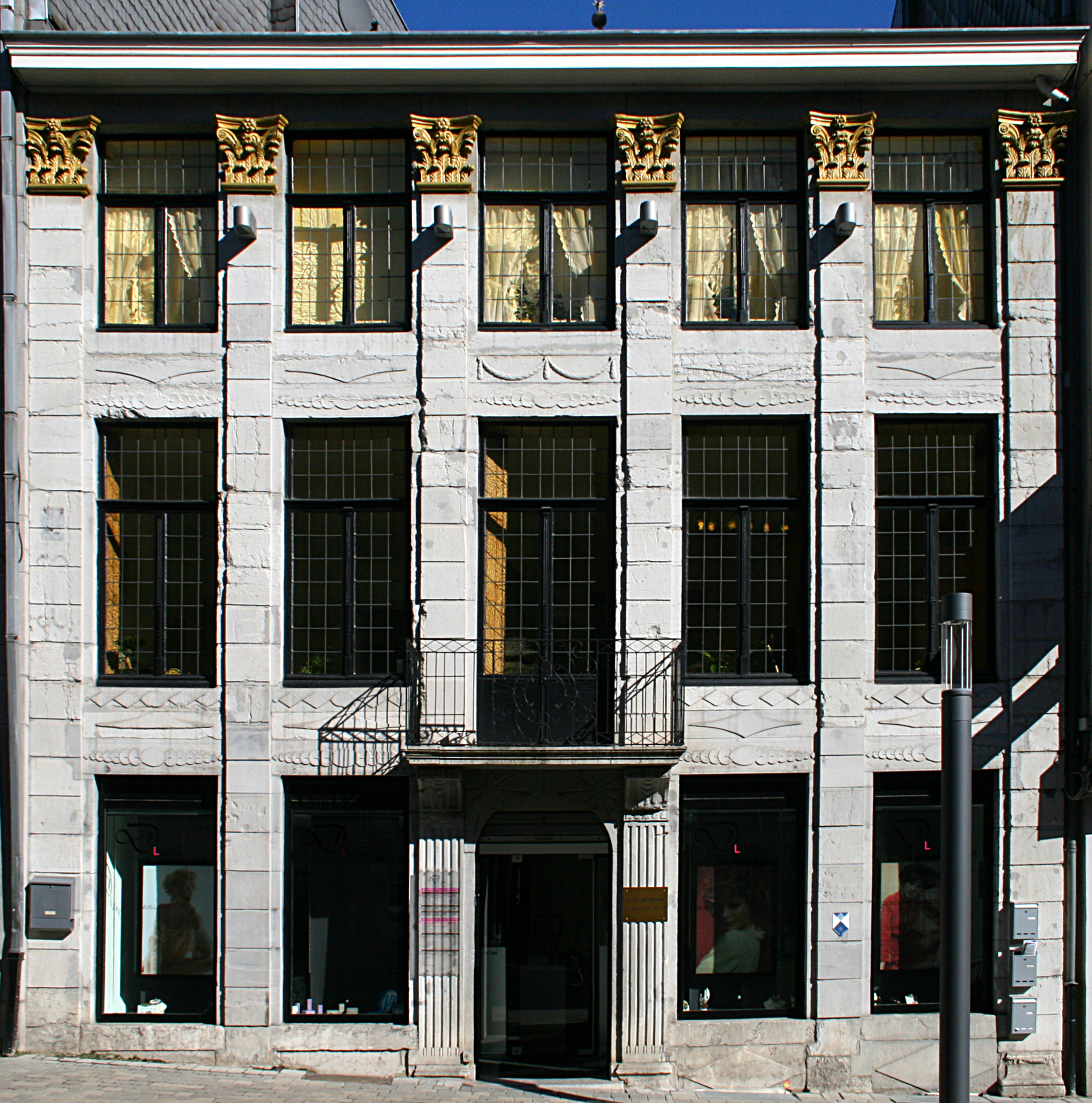
Fassade des Hauses Kirchstraße 16

Das Haus Kirchstraße 16 ist ein ehemaliges Bürgerhaus in der belgischen Stadt Eupen. Das Gebäude mit eindrucksvoller Blausteinfassade im Stil des Klassizismus wurde um 1830 erbaut und ist seit dem 30. August 1984 als Kulturdenkmal geschützt. Am 19. Juli 2013 wurde der Erlass von 1984 dahingehend abgeändert, dass das Haus mit den umgebenden Gebäuden und Rückgebäuden, den Hausfassaden der gegenüberliegenden Straßenseite und denen am Beginn der Straße Klötzerbahn in einen Denkmal-„Schutzbereich“ aufgenommen wurde. Kirchstraße 16 ist das einzige denkmalgeschützte Objekt in diesem Bereich.
Das Bauwerk dient heute als Geschäftshaus.

## Geschichte
Bauherr des Hauses war vermutlich Calderoni. Im Jahre 1857 ging es an P. W. Haass, dann 1886 an die Familie Kreusch, 1927 an J. Mertens und schließlich an den Apotheker M. Maréchal über. Entweder Mertens oder Maréchal haben auf dem Balkongitter die Initiale „M“ anbringen lassen. Im Jahr 1989 war das Objekt im Besitz einer großen belgischen Bank. Seitdem wurde das Gebäude verändert. Neben dem Rückbau der großen Schaufenster, die über zwei Fensterachsen reichten, wurde auch ein aufgesetzter Dreiecksgiebel entfernt, der unharmonisch die Fassade abschloss.

## Beschreibung
Der dreigeschossige Bau zeigt fünf Fensterachsen mit strenger Symmetrie um die Mittelachse. Die Bel étage ist deutlich durch ihre Geschosshöhe und einen kleinen Balkon hervorgehoben. Die Fassade ist geschlossen in Blaustein gegliedert. Sechs quergerillte Pilaster werden durch golden angestrichene, korinthische Kapitelle gekrönt. Die Fensterbrüstungen springen leicht vor und sind mit Rauten, Ovalen und Girlanden dekoriert. Die Fenster sind jüngeren Datums und haben eine angenehme kleinteilige Teilung.
Die Pilaster beidseits der Tür sind kanneliert, darüber ein geschwungener Spitzbogen mit zwei Eiskristallen als Dekoration. Zwei profilierte Kapitellkonsolen auf Voluten tragen den Balkon. Die Platte ist mehrfach profiliert, das Gitter aus Schmiedeeisen besteht aus zwei Friesen, verbindenden Stäben und ist mit Ornamenten aus Ranken und Girlanden geschmückt. Der Buchstabe M eines der Besitzer wurde zwischenzeitlich entfernt.
Das Dach steht mit der Fassade unter Schutz, ist aber von der Straße nicht einzusehen. Der ehemalige Dreieckgiebel wirkte aufgesetzt und war für die Fassade zu klein. Die rückwärtige Fassade wurde im 20. Jahrhundert neu gestaltet.